# Interstate Highway 40
Interstate Highway 40, Interstate 40 eller bare I-40 er en hovedvej i Dwight D. Eisenhower National System of Interstate and Defense Highways i USA eller Interstate Highway System. Vejen er én af primære vest-østgående interstates, der går hele vejen fra vestkysten til østkysten.
Vejen begynder ved i Barstow i Californien ved en udfletning fra Interstate Highway 15 og den slutter i Wilmington, North Carolina. Undervejs krydses I-40 af otte af de i alt ti såkaldte primære nord-sydgående interstate highways. Desuden møder I-40 yderligere nogle vigtige interstate highways, nemlig I-24, I-77 og I-81.

## Rutebeskrivelse
Vejen, der er 4.118 km lang , passerer gennem 8 delstater, hvoraf den længste strækning ligger i Tennessee og den korteste i Californien. Vejen adskiller sig fra de fleste andre interstates, ved at der en del steder er dispenseret fra reglen om, hvordan tilkørsler til en interstate highway skal udformes.

### Californien
Vejen starter i Barstow i Californien på grænsen til Mojaveørkenen. Herfra krydser vejen ørkenen gennem San Bernardino County til Needles ved grænsen til Arizona. På denne strækning er vejen kendt son Needles Freeway. På hele strækningen har I-40 erstattet den gamle hovedvej Route 66, som den enten går parallelt med, eller helt har erstattet. Flere af de byer, der tidligere lå langs Route 66 er i dag spøgelsesbyer.  På alle de 249 km vejen strækker sig gennem Californien, er der en hastighedsgrænse på vejen på 70 miles (ca. 110 km) i timen. Vejen er en del af Californiens State Scenic Highway System.

### Arizona
I-40 krydser grænsen til Arizona og Colorado River kort før byen Kingman. Motorvejen er en af de vigtigste hovedtransportveje til den sydlige kant af Grand Canyon. Frakørsler mod Grand Canyon findes ved Williams og Flagstaff. Vejen er den vigtigste transportvej gennem det nordlige Arizona, hvor den forbinder Kingman, Williams, Flagstaff og Holbrook. I Kingman møder den U.S. Highway 93, der fører mod nord til Las Vegas, Nevada og i Flagstaff møder den dels Interstate Highway 17, der går mod syd til Phoenix og U.S. Highway 89, der går mod nord gennem Utah, og som først slutter ved den canadiske grænse. 
Også i Arizona følger I-40 ruten for Route 66, som den går parallelt med flere steder bortset fra stækningen mellem Kingman og Seligman hvor Route 66 går noget nordligere gennem Hualapai-reservatet. Øst for Holbrook går motorvejen gennem Petrified Forest National Park. Herfra fortsætter den mod nordøst ind i Navajo-reservatet. Hele strækningen gennem Arizona er 578 km. 

### New Mexico
602 km er I-40's strækning gennem New Mexico. Nær Cibola National Forest passerer vejen det nordamerikanske kontinentale vandskel i en højde af 2.217 meter over havet. Herefter passeres El Malpais National Monument inden vejen fortsætter gennem tre indianerreservater, først Acoma-reservatet og Laguna-reservatet, hvor to af pueblofolkets gamle bebyggelser findes, Acoma Pueblo og Laguna Pueblo. Efter Laguna-reservatet går vejen ind i Tohajiilee-reservatet inden den fortsætter mod nord til Albuquerque. 
Fra Albuquerque fortsætter vejen mod øst gennem Santa Rosa og Tucumcari mod grænsen til Texsas, som nås ved Glenrio. 
I New Mexico, er der enkelte tilkørsler, der bryder med reglen om, at tilkørsel til en interstate altid skal ske via en rampe. Nogle udkørsler fra gårde mm. har en direkte 90 graders tilkørsel til motorvejen.

### Texas
I Texas går vejen gennem det såkaldte Texas Panhandle-område. Som navnet antyder er et "panhandle" et område i en stat, der "stikker ud" på samme måde som håndtaget på en pande. Flere amerikanske stater har sådanne "panhandles", og i Texas er dette den nordligste del af staten, der ligger kilet ind mellem New Mexico og Oklahoma. På den vestligste del af strækningen mangler I-40 de parallelveje til motorvejen, som ellers er karakteristisk for motorveje i Texas. 
Den eneste større by, som vejen passerer i Texas er Amarillo. Her møder I-40 Interstate Highway 27, som går mod syd til Lubbock, Texas. På meget af strækningen gennem Texas er I-40 anlagt direkte oven på den tidligere Route 66. Også flere steder i Texas mødes motorvejen af mindre veje, der bryder med reglen om, at der altid skal være en tilkørselsrampe mellem en motorvej og en anden vej. 
Vejens samlede strækning gennem Texas er 285 km. 

### Oklahoma
På sine 533 km gennem Oklahoma passerer I-40 adskillige byer, blandt andre Erick, Elk City, Oklahoma City, Shawnee og Checota. Kort efter grænsen til Texas passerer vejen den nordlige gren af Red River.
I Oklahoma City møder vejen Interstate Highway 44 og Interstate Highway 35. Mellem I-44 og I-35 forløber I-40 på en eleveret vejbane, anlagt på piller. Kort før grænsen til Arkansas, krydses Arkansas River og I-40 når grænsen nord for byen Moffet.

### Arkansas
Lige efter grænsen går I-40 gennem Fort Smith. Herfra fortsætter motorvejen parallelt med Arkansas River til hovedstaden Little Rock. Lige efter Fort Smith går I-540 mod nord fra I-40 og i Little Rock møder vejen Interstate Highway 30, der går mod sydvest ind i Texas. Fra Little Rock fortsætter vejen mod øst til West Memphis, hvor den krydser Mississippifloden og går ind i Tennessee, 457 km efter at den passerede grænsen fra Oklahoma.

### Tennessee
Vejen har sit længste forløb, 732 km, i Tennessee, fra den passerer grænsen ved Mississippifloden og til den forlader staten igen nær Cosby. Undervejs har vejen passeret statens tre største byer, Memphis, Nashville og Knoxville. På strækningen mellem Memphis og Nashville kaldes vejen for Music Highway. I Memphis krydser I-40 Interstate Highway 55, og lige før Nashville møder vejen det gamle spor Natchez Trace, som gik fra Nashville til Natchez i Mississippi. I Nashville møder vejen både Interstate Highway 65 og Interstate Highway 24. Trods nummeret går sidstnævnte i Tennessee mere i syd-nordlig retning end i vest-østlig, som nummeret ellers antyder. Kort før Knoxville møder I-40 Interstate Highway 75, som den deler vognbane med til Knoxville. Her drejer I-75 mod nordvest, mens I-40 fortsætter mod øst til Dandridge, hvor vejen foretager et 90 graders sving til højre, og fortsætter mod sydøst. Ved Dandridge begynder i stedet Interstate Highway 81 og den fortsætter mod nordøst. Kort efter Hartfort passerer I-40 grænsen til North Carolina. På denne strækning går vejen gennem Great Smoky Mountains, og der er mange bakker på vejen gennem bjergene. 
Vejen går således gennem alle de væsentlige geografiske områder i Tennessee, fra aflejringsområdet omkring Misssissippifloden i vest, via højlandsområdet og Nashville bassinet i det centrale Tennessee til Cumberland plateauet og Appalacherne i øst. 

### North Carolina
Efter grænsen til North Carolina fortsætter I-40 i næsten sydlig retning til Lake Junaluska, hvor den igen svinger 90 grader, denne gang til venstre, hvorefter vejen fortsætter gennem Asheville. På strækningen fra grænsen til Waynesville, er vejen noget smallere og mere kurvet end andre steder, fordi den følger floddalen Pidgeon Gorge. Da området desuden ofte er plaget af tåge her i den sydlige del af Blue Ridge Mountains, er strækningen berygtet for sine mange trafikuheld, ofte med dødelig udgang. Chancen for at blive slået ihjel i et trafikuheld på denne strækning er ca. 20 gange højere end gennemsnittet for samtlige Interstates.  Da vejen samtidigt er sprængt ud af klippen, er der også stor risiko for klippeskred. Fra juli 1997 var motorvejen således lukket i seks måneder på grund af et alvorligt klippeskred nær grænsen til Tennesssee. 5 mennesker blev dræbt i forbindelse med dette klippeskred. 
Ved Hickory svinger I-40 en smule mod nord til dobbeltbyerne Winston-Salem. Lige nord for byen Statesville krydses Interstate Highway 77. I Greensboro møder vejen I-73, I-74 og I-85. På strækningen gennem byen deler seks veje vognbane. Ud over I-40 er det Interstate Highway 85 Business, U.S. Highway 29, U.S. Highway 70, U.S. Highway 220 samt U.S. Highway 421. På denne strækning har vejen i sydlig retning tilkørsler fra højre og frakørsler til venstre, hvilket betyder at mange bilister skal krydse trafikken i hele vejens bredde. Også dette har givet anledning til mange trafikuheld, og strækningen kaldes da også "Dødens Dal" ("Death Valley", ikke at forveksle med området af samme navn i Californien). 
Fra Greensboro fortsætter vejen mod Durham og videre til statens hovedstad, Raleigh, hvor den svinger mod syd mod endemålet i Wilmington ved Atlanterhavet. Kort efter Raleigh krydser vejen I-95. Området mellem Winston-Salem og Raleigh er det tættest befolkede område, som vejen passerer på hele sin strækning. Alene i dette område betjener vejen over 4 millioner mennesker. 
Hvor vejen begynder/ender i Wilmington står et almindeligt amerikansk vejskilt med afstandsangivelsen: Barstow, Californien 2.554 miles.

## Større byer langs I-40
- Californien: Ingen byer med over 30.000 indbyggere. Største er Barstow med ca. 25.000.
- Arizona: Flagstaff
- New Mexico: Albuquerque med forstæder.
- Texas: Amarillo
- Oklahoma: Oklahoma City med forstæder,
- Arkansas: Fort Smith, Conway og Little Rock
- Tennessee: Memphis med forstæder, Jackson, Nashville med forstæder, Knoxville med forstæder
- North Carolina: Asheville, Hickory, Winston-Salem med forstæder, Greensboro med forstæder, Burlington, Durham med forstæder, Raleigh med forstæder, Wilminton med forstæder.

## Andet
Over en strækning af ca. 1.600 km fra Arkansas til Californien følger I-40 den såkaldte Beale Wagon Road, en vej i anlagt 1857 til 1859 under ledelse af Løjtnant Edward Fitzgerald Beale, der som én af de første i USA anvendte kameler som pakdyr. 
I 1957 foreslog Californiens delstatsregering, at vejen skulle omdøbes til I-30 for at undgå forveksling med U.S. Highway 40, men inden der var taget stilling til forslaget, blev U.S. 40 nedlagt i 1964, og så beholdt interstaten sit nummer. 
I 2002 fik motorvejskrydset mellem I-40 og I-25 i Albuquerque, New Mexico (kaldet "The Big I") en hædrende omtale af USA's transportministerium, for fremragende motorvejsdesign i byer. 
Da den sidste del af vejen blev færdiggjort udtalte den amerikanske CBS journalist, Charles Kuralt:
"Takket være interstate highway systemet kan man nu rejse fra kyst til kyst, uden at se noget som helst." 

## Eksterne referencer
- Om I-40 fra Interstate Guide Arkiveret 29. marts 2010 hos  Wayback Machine